# Germain Sanou
Germain Sanou (Bobo-Dioulasso, 1992. május 26. –) Burkina Fasó-i válogatott labdarúgókapus, a Beauvais Oise játékosa.
A Burkina Fasó-i válogatott tagjaként részt vett a 2010-es, a 2012-es és a 2013-as afrikai nemzetek kupáján.

## Sikerei, díjai
Burkina Faso
- Afrikai nemzetek kupája döntős (1): 2013